# Systém fotbalových soutěží v Anglii
Systém fotbalových soutěží v Anglii zahrnuje dvacet ligových úrovní, počínaje Premier League a konče regionálními ligami.

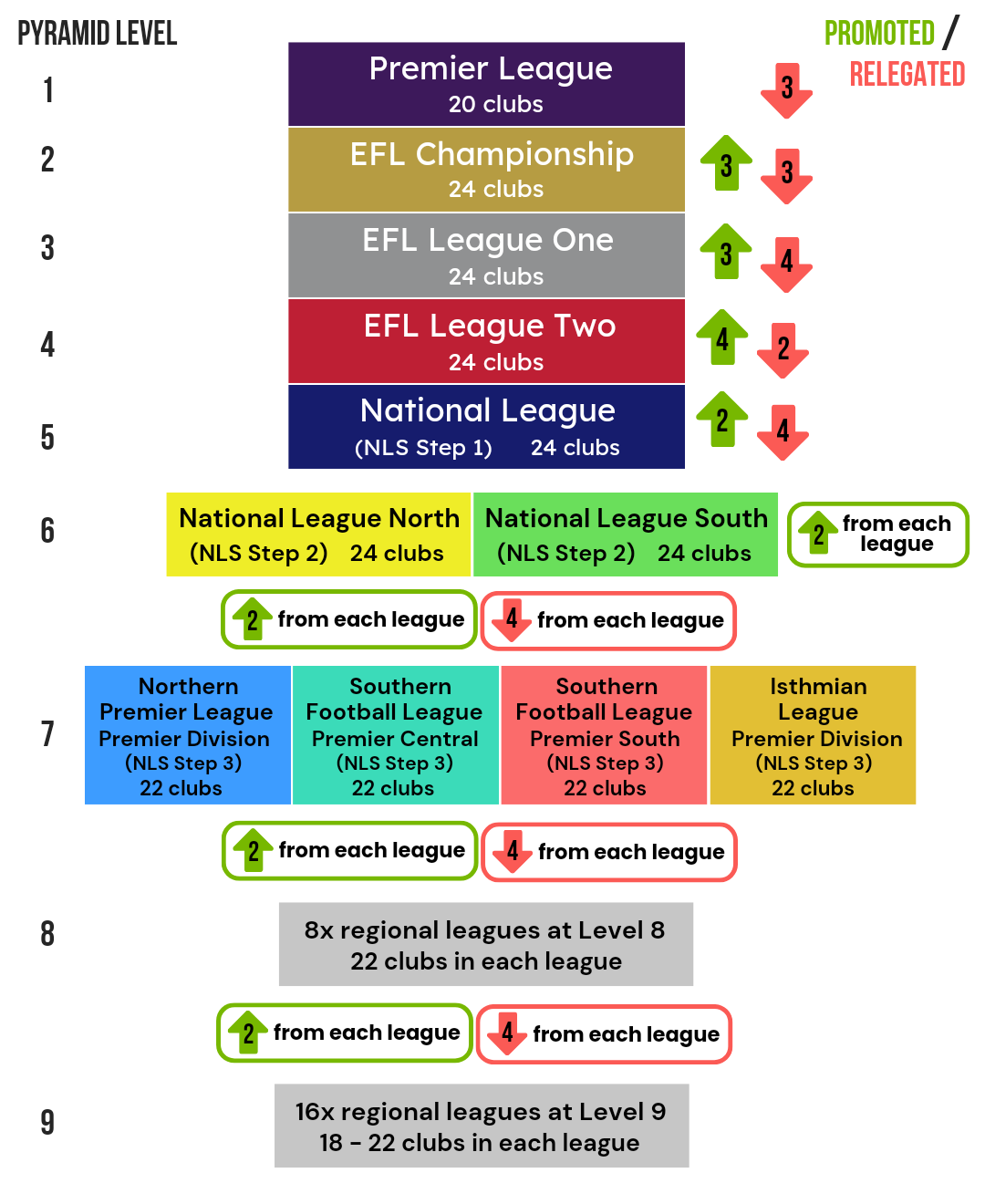
Graficky znázorněný systém

## Historie
První fotbalová liga na světě, The Football League, byla vytvořena v roce 1888 ředitelem klubu Aston Villa FC, Williamem McGregorem. V lize dominovaly hlavně profesionální kluby.
Zakládající kluby byly: Accrington FC, Blackburn Rovers FC, Burnley FC, Bolton Wanderers FC, Everton FC, Preston North End FC, Aston Villa FC, Derby County FC, Notts County FC, Stoke City FC, West Bromwich Albion FC a Wolverhampton Wanderers FC.
Liga byla do roku 1992 první ligou, nyní jde o 2. až 4. úroveň.

## Systém
| Úroveň                        | Celkem kluby (1857 +) | Liga / Divize | Liga / Divize | Liga / Divize | Liga / Divize | Liga / Divize | Liga / Divize | Liga / Divize | Liga / Divize | Liga / Divize | Liga / Divize | Liga / Divize | Liga / Divize | Liga / Divize | Liga / Divize | Liga / Divize | Liga / Divize | Liga / Divize | Liga / Divize | Liga / Divize | Liga / Divize | Liga / Divize | Liga / Divize | Liga / Divize | Liga / Divize | Liga / Divize | Liga / Divize | Liga / Divize | Liga / Divize | Liga / Divize | Liga / Divize | Liga / Divize | Liga / Divize |
| ----------------------------- | --------------------- | --- | --- | --- | --- | --- | --- | --- | --- | --- | --- | --- | --- | --- | --- | --- | --- | --- | --- | --- | --- | --- | --- | --- | --- | --- | --- | --- | --- | --- | --- | --- | --- |
| 1                             | 20                    | Premier League 20 klubů – 3 sestupy, 6 postupů do Evropských lig | Premier League 20 klubů – 3 sestupy, 6 postupů do Evropských lig | Premier League 20 klubů – 3 sestupy, 6 postupů do Evropských lig | Premier League 20 klubů – 3 sestupy, 6 postupů do Evropských lig | Premier League 20 klubů – 3 sestupy, 6 postupů do Evropských lig | Premier League 20 klubů – 3 sestupy, 6 postupů do Evropských lig | Premier League 20 klubů – 3 sestupy, 6 postupů do Evropských lig | Premier League 20 klubů – 3 sestupy, 6 postupů do Evropských lig | Premier League 20 klubů – 3 sestupy, 6 postupů do Evropských lig | Premier League 20 klubů – 3 sestupy, 6 postupů do Evropských lig | Premier League 20 klubů – 3 sestupy, 6 postupů do Evropských lig | Premier League 20 klubů – 3 sestupy, 6 postupů do Evropských lig | Premier League 20 klubů – 3 sestupy, 6 postupů do Evropských lig | Premier League 20 klubů – 3 sestupy, 6 postupů do Evropských lig | Premier League 20 klubů – 3 sestupy, 6 postupů do Evropských lig | Premier League 20 klubů – 3 sestupy, 6 postupů do Evropských lig | Premier League 20 klubů – 3 sestupy, 6 postupů do Evropských lig | Premier League 20 klubů – 3 sestupy, 6 postupů do Evropských lig | Premier League 20 klubů – 3 sestupy, 6 postupů do Evropských lig | Premier League 20 klubů – 3 sestupy, 6 postupů do Evropských lig | Premier League 20 klubů – 3 sestupy, 6 postupů do Evropských lig | Premier League 20 klubů – 3 sestupy, 6 postupů do Evropských lig | Premier League 20 klubů – 3 sestupy, 6 postupů do Evropských lig | Premier League 20 klubů – 3 sestupy, 6 postupů do Evropských lig | Premier League 20 klubů – 3 sestupy, 6 postupů do Evropských lig | Premier League 20 klubů – 3 sestupy, 6 postupů do Evropských lig | Premier League 20 klubů – 3 sestupy, 6 postupů do Evropských lig | Premier League 20 klubů – 3 sestupy, 6 postupů do Evropských lig | Premier League 20 klubů – 3 sestupy, 6 postupů do Evropských lig | Premier League 20 klubů – 3 sestupy, 6 postupů do Evropských lig | Premier League 20 klubů – 3 sestupy, 6 postupů do Evropských lig | Premier League 20 klubů – 3 sestupy, 6 postupů do Evropských lig |
| 2                             | 24                    | EFL Championship 24 klubů – 3 postupy, 3 sestupy | EFL Championship 24 klubů – 3 postupy, 3 sestupy | EFL Championship 24 klubů – 3 postupy, 3 sestupy | EFL Championship 24 klubů – 3 postupy, 3 sestupy | EFL Championship 24 klubů – 3 postupy, 3 sestupy | EFL Championship 24 klubů – 3 postupy, 3 sestupy | EFL Championship 24 klubů – 3 postupy, 3 sestupy | EFL Championship 24 klubů – 3 postupy, 3 sestupy | EFL Championship 24 klubů – 3 postupy, 3 sestupy | EFL Championship 24 klubů – 3 postupy, 3 sestupy | EFL Championship 24 klubů – 3 postupy, 3 sestupy | EFL Championship 24 klubů – 3 postupy, 3 sestupy | EFL Championship 24 klubů – 3 postupy, 3 sestupy | EFL Championship 24 klubů – 3 postupy, 3 sestupy | EFL Championship 24 klubů – 3 postupy, 3 sestupy | EFL Championship 24 klubů – 3 postupy, 3 sestupy | EFL Championship 24 klubů – 3 postupy, 3 sestupy | EFL Championship 24 klubů – 3 postupy, 3 sestupy | EFL Championship 24 klubů – 3 postupy, 3 sestupy | EFL Championship 24 klubů – 3 postupy, 3 sestupy | EFL Championship 24 klubů – 3 postupy, 3 sestupy | EFL Championship 24 klubů – 3 postupy, 3 sestupy | EFL Championship 24 klubů – 3 postupy, 3 sestupy | EFL Championship 24 klubů – 3 postupy, 3 sestupy | EFL Championship 24 klubů – 3 postupy, 3 sestupy | EFL Championship 24 klubů – 3 postupy, 3 sestupy | EFL Championship 24 klubů – 3 postupy, 3 sestupy | EFL Championship 24 klubů – 3 postupy, 3 sestupy | EFL Championship 24 klubů – 3 postupy, 3 sestupy | EFL Championship 24 klubů – 3 postupy, 3 sestupy | EFL Championship 24 klubů – 3 postupy, 3 sestupy | EFL Championship 24 klubů – 3 postupy, 3 sestupy |
| 3                             | 24                    | EFL League One 24 klubů – 3 postupy, 4 sestupy | EFL League One 24 klubů – 3 postupy, 4 sestupy | EFL League One 24 klubů – 3 postupy, 4 sestupy | EFL League One 24 klubů – 3 postupy, 4 sestupy | EFL League One 24 klubů – 3 postupy, 4 sestupy | EFL League One 24 klubů – 3 postupy, 4 sestupy | EFL League One 24 klubů – 3 postupy, 4 sestupy | EFL League One 24 klubů – 3 postupy, 4 sestupy | EFL League One 24 klubů – 3 postupy, 4 sestupy | EFL League One 24 klubů – 3 postupy, 4 sestupy | EFL League One 24 klubů – 3 postupy, 4 sestupy | EFL League One 24 klubů – 3 postupy, 4 sestupy | EFL League One 24 klubů – 3 postupy, 4 sestupy | EFL League One 24 klubů – 3 postupy, 4 sestupy | EFL League One 24 klubů – 3 postupy, 4 sestupy | EFL League One 24 klubů – 3 postupy, 4 sestupy | EFL League One 24 klubů – 3 postupy, 4 sestupy | EFL League One 24 klubů – 3 postupy, 4 sestupy | EFL League One 24 klubů – 3 postupy, 4 sestupy | EFL League One 24 klubů – 3 postupy, 4 sestupy | EFL League One 24 klubů – 3 postupy, 4 sestupy | EFL League One 24 klubů – 3 postupy, 4 sestupy | EFL League One 24 klubů – 3 postupy, 4 sestupy | EFL League One 24 klubů – 3 postupy, 4 sestupy | EFL League One 24 klubů – 3 postupy, 4 sestupy | EFL League One 24 klubů – 3 postupy, 4 sestupy | EFL League One 24 klubů – 3 postupy, 4 sestupy | EFL League One 24 klubů – 3 postupy, 4 sestupy | EFL League One 24 klubů – 3 postupy, 4 sestupy | EFL League One 24 klubů – 3 postupy, 4 sestupy | EFL League One 24 klubů – 3 postupy, 4 sestupy | EFL League One 24 klubů – 3 postupy, 4 sestupy |
| 4                             | 24                    | EFL League Two 24 klubů – 4 postupy, 2 sestupy | EFL League Two 24 klubů – 4 postupy, 2 sestupy | EFL League Two 24 klubů – 4 postupy, 2 sestupy | EFL League Two 24 klubů – 4 postupy, 2 sestupy | EFL League Two 24 klubů – 4 postupy, 2 sestupy | EFL League Two 24 klubů – 4 postupy, 2 sestupy | EFL League Two 24 klubů – 4 postupy, 2 sestupy | EFL League Two 24 klubů – 4 postupy, 2 sestupy | EFL League Two 24 klubů – 4 postupy, 2 sestupy | EFL League Two 24 klubů – 4 postupy, 2 sestupy | EFL League Two 24 klubů – 4 postupy, 2 sestupy | EFL League Two 24 klubů – 4 postupy, 2 sestupy | EFL League Two 24 klubů – 4 postupy, 2 sestupy | EFL League Two 24 klubů – 4 postupy, 2 sestupy | EFL League Two 24 klubů – 4 postupy, 2 sestupy | EFL League Two 24 klubů – 4 postupy, 2 sestupy | EFL League Two 24 klubů – 4 postupy, 2 sestupy | EFL League Two 24 klubů – 4 postupy, 2 sestupy | EFL League Two 24 klubů – 4 postupy, 2 sestupy | EFL League Two 24 klubů – 4 postupy, 2 sestupy | EFL League Two 24 klubů – 4 postupy, 2 sestupy | EFL League Two 24 klubů – 4 postupy, 2 sestupy | EFL League Two 24 klubů – 4 postupy, 2 sestupy | EFL League Two 24 klubů – 4 postupy, 2 sestupy | EFL League Two 24 klubů – 4 postupy, 2 sestupy | EFL League Two 24 klubů – 4 postupy, 2 sestupy | EFL League Two 24 klubů – 4 postupy, 2 sestupy | EFL League Two 24 klubů – 4 postupy, 2 sestupy | EFL League Two 24 klubů – 4 postupy, 2 sestupy | EFL League Two 24 klubů – 4 postupy, 2 sestupy | EFL League Two 24 klubů – 4 postupy, 2 sestupy | EFL League Two 24 klubů – 4 postupy, 2 sestupy |
| 5 (Step 1)                    | 24                    | National League 24 klubů – 2 postupy, 4 sestupy | National League 24 klubů – 2 postupy, 4 sestupy | National League 24 klubů – 2 postupy, 4 sestupy | National League 24 klubů – 2 postupy, 4 sestupy | National League 24 klubů – 2 postupy, 4 sestupy | National League 24 klubů – 2 postupy, 4 sestupy | National League 24 klubů – 2 postupy, 4 sestupy | National League 24 klubů – 2 postupy, 4 sestupy | National League 24 klubů – 2 postupy, 4 sestupy | National League 24 klubů – 2 postupy, 4 sestupy | National League 24 klubů – 2 postupy, 4 sestupy | National League 24 klubů – 2 postupy, 4 sestupy | National League 24 klubů – 2 postupy, 4 sestupy | National League 24 klubů – 2 postupy, 4 sestupy | National League 24 klubů – 2 postupy, 4 sestupy | National League 24 klubů – 2 postupy, 4 sestupy | National League 24 klubů – 2 postupy, 4 sestupy | National League 24 klubů – 2 postupy, 4 sestupy | National League 24 klubů – 2 postupy, 4 sestupy | National League 24 klubů – 2 postupy, 4 sestupy | National League 24 klubů – 2 postupy, 4 sestupy | National League 24 klubů – 2 postupy, 4 sestupy | National League 24 klubů – 2 postupy, 4 sestupy | National League 24 klubů – 2 postupy, 4 sestupy | National League 24 klubů – 2 postupy, 4 sestupy | National League 24 klubů – 2 postupy, 4 sestupy | National League 24 klubů – 2 postupy, 4 sestupy | National League 24 klubů – 2 postupy, 4 sestupy | National League 24 klubů – 2 postupy, 4 sestupy | National League 24 klubů – 2 postupy, 4 sestupy | National League 24 klubů – 2 postupy, 4 sestupy | National League 24 klubů – 2 postupy, 4 sestupy |
| 6 (Step 2)                    | 48                    | National League North 24 klubů – 2 postupy, 4 sestupy | National League North 24 klubů – 2 postupy, 4 sestupy | National League North 24 klubů – 2 postupy, 4 sestupy | National League North 24 klubů – 2 postupy, 4 sestupy | National League North 24 klubů – 2 postupy, 4 sestupy | National League North 24 klubů – 2 postupy, 4 sestupy | National League North 24 klubů – 2 postupy, 4 sestupy | National League North 24 klubů – 2 postupy, 4 sestupy | National League North 24 klubů – 2 postupy, 4 sestupy | National League North 24 klubů – 2 postupy, 4 sestupy | National League North 24 klubů – 2 postupy, 4 sestupy | National League North 24 klubů – 2 postupy, 4 sestupy | National League North 24 klubů – 2 postupy, 4 sestupy | National League North 24 klubů – 2 postupy, 4 sestupy | National League North 24 klubů – 2 postupy, 4 sestupy | National League North 24 klubů – 2 postupy, 4 sestupy | National League South 24 klubů – 2 postupy, 4 sestupy | National League South 24 klubů – 2 postupy, 4 sestupy | National League South 24 klubů – 2 postupy, 4 sestupy | National League South 24 klubů – 2 postupy, 4 sestupy | National League South 24 klubů – 2 postupy, 4 sestupy | National League South 24 klubů – 2 postupy, 4 sestupy | National League South 24 klubů – 2 postupy, 4 sestupy | National League South 24 klubů – 2 postupy, 4 sestupy | National League South 24 klubů – 2 postupy, 4 sestupy | National League South 24 klubů – 2 postupy, 4 sestupy | National League South 24 klubů – 2 postupy, 4 sestupy | National League South 24 klubů – 2 postupy, 4 sestupy | National League South 24 klubů – 2 postupy, 4 sestupy | National League South 24 klubů – 2 postupy, 4 sestupy | National League South 24 klubů – 2 postupy, 4 sestupy | National League South 24 klubů – 2 postupy, 4 sestupy |
| 7 (Step 3)                    | 88                    | Northern Premier League Premier Division 22 klubů – 2 postupy, 4 sestupy | Northern Premier League Premier Division 22 klubů – 2 postupy, 4 sestupy | Northern Premier League Premier Division 22 klubů – 2 postupy, 4 sestupy | Northern Premier League Premier Division 22 klubů – 2 postupy, 4 sestupy | Northern Premier League Premier Division 22 klubů – 2 postupy, 4 sestupy | Northern Premier League Premier Division 22 klubů – 2 postupy, 4 sestupy | Northern Premier League Premier Division 22 klubů – 2 postupy, 4 sestupy | Northern Premier League Premier Division 22 klubů – 2 postupy, 4 sestupy | Northern Premier League Premier Division 22 klubů – 2 postupy, 4 sestupy | Northern Premier League Premier Division 22 klubů – 2 postupy, 4 sestupy | Northern Premier League Premier Division 22 klubů – 2 postupy, 4 sestupy | Northern Premier League Premier Division 22 klubů – 2 postupy, 4 sestupy | Southern League Premier Division Central 22 klubů – 2 postupy, 4 sestupy | Southern League Premier Division Central 22 klubů – 2 postupy, 4 sestupy | Southern League Premier Division Central 22 klubů – 2 postupy, 4 sestupy | Southern League Premier Division Central 22 klubů – 2 postupy, 4 sestupy | Southern League Premier Division South 22 klubů – 2 postupy, 4 sestupy | Southern League Premier Division South 22 klubů – 2 postupy, 4 sestupy | Southern League Premier Division South 22 klubů – 2 postupy, 4 sestupy | Southern League Premier Division South 22 klubů – 2 postupy, 4 sestupy | Isthmian League Premier Division 22 klubů – 2 postupy, 4 sestupy | Isthmian League Premier Division 22 klubů – 2 postupy, 4 sestupy | Isthmian League Premier Division 22 klubů – 2 postupy, 4 sestupy | Isthmian League Premier Division 22 klubů – 2 postupy, 4 sestupy | Isthmian League Premier Division 22 klubů – 2 postupy, 4 sestupy | Isthmian League Premier Division 22 klubů – 2 postupy, 4 sestupy | Isthmian League Premier Division 22 klubů – 2 postupy, 4 sestupy | Isthmian League Premier Division 22 klubů – 2 postupy, 4 sestupy | Isthmian League Premier Division 22 klubů – 2 postupy, 4 sestupy | Isthmian League Premier Division 22 klubů – 2 postupy, 4 sestupy | Isthmian League Premier Division 22 klubů – 2 postupy, 4 sestupy | Isthmian League Premier Division 22 klubů – 2 postupy, 4 sestupy |
| 8 (Step 4)                    | 175                   | Northern Premier League Division One East 22 klubů – 2p, 4s | Northern Premier League Division One East 22 klubů – 2p, 4s | Northern Premier League Division One East 22 klubů – 2p, 4s | Northern Premier League Division One East 22 klubů – 2p, 4s | Northern Premier League Division One West 22 klubů – 2p, 4s | Northern Premier League Division One West 22 klubů – 2p, 4s | Northern Premier League Division One West 22 klubů – 2p, 4s | Northern Premier League Division One West 22 klubů – 2p, 4s | Northern Premier League Division One Midlands 22 klubů – 2p, 4s | Northern Premier League Division One Midlands 22 klubů – 2p, 4s | Northern Premier League Division One Midlands 22 klubů – 2p, 4s | Northern Premier League Division One Midlands 22 klubů – 2p, 4s | Southern League Division One Central 21 klubů – 2p, 4s | Southern League Division One Central 21 klubů – 2p, 4s | Southern League Division One Central 21 klubů – 2p, 4s | Southern League Division One Central 21 klubů – 2p, 4s | Southern League Division One South 22 klubů – 2p, 4s | Southern League Division One South 22 klubů – 2p, 4s | Southern League Division One South 22 klubů – 2p, 4s | Southern League Division One South 22 klubů – 2p, 4s | Isthmian League Division One South Central 22 klubů – 2p, 4s | Isthmian League Division One South Central 22 klubů – 2p, 4s | Isthmian League Division One South Central 22 klubů – 2p, 4s | Isthmian League Division One South Central 22 klubů – 2p, 4s | Isthmian League Division One North 22 klubů – 2p, 4s | Isthmian League Division One North 22 klubů – 2p, 4s | Isthmian League Division One North 22 klubů – 2p, 4s | Isthmian League Division One North 22 klubů – 2p, 4s | Isthmian League Division One South East 22 klubů – 2p, 4s | Isthmian League Division One South East 22 klubů – 2p, 4s | Isthmian League Division One South East 22 klubů – 2p, 4s | Isthmian League Division One South East 22 klubů – 2p, 4s |
| 9 (Step 5)                    | 321                   | Northern League Division One 22 klubů — 2p, 2s | Northern League Division One 22 klubů — 2p, 2s | Northern Counties East League Premier Division 20 klubů — 2p, 2s | Northern Counties East League Premier Division 20 klubů — 2p, 2s | North West Counties League Premier Division 24 klubů — 2p, 2s | North West Counties League Premier Division 24 klubů — 2p, 2s | Midland League Premier Division 18 klubů — 2p, 2s | Midland League Premier Division 18 klubů — 2p, 2s | United Counties League Premier Division North 20 klubů — 2p, 2s | United Counties League Premier Division North 20 klubů — 2p, 2s | United Counties League Premier Division South 19 klubů — 2p, 2s | United Counties League Premier Division South 19 klubů — 2p, 2s | Hellenic League Premier Division 20 klubů — 2p, 2s | Hellenic League Premier Division 20 klubů — 2p, 2s | Spartan South Midlands League Premier Division 18 klubů — 2p, 2s | Spartan South Midlands League Premier Division 18 klubů — 2p, 2s | Wessex League Premier Division 20 klubů — 2p, 2s | Wessex League Premier Division 20 klubů — 2p, 2s | Western League Premier Division 20 klubů — 2p, 2s | Western League Premier Division 20 klubů — 2p, 2s | Combined Counties League Premier Division North 20 klubů — 2p, 2s | Combined Counties League Premier Division North 20 klubů — 2p, 2s | Combined Counties League Premier Division South 20 klubů — 2p, 2s | Combined Counties League Premier Division South 20 klubů — 2p, 2s | Eastern Counties League Premier Division 20 klubů — 2p, 2s | Eastern Counties League Premier Division 20 klubů — 2p, 2s | Essex Senior League 20 klubů — 2p, 2s | Essex Senior League 20 klubů — 2p, 2s | Southern Combination League Premier Division 20 klubů — 2p, 2s | Southern Combination League Premier Division 20 klubů — 2p, 2s | Southern Counties East League Premier Division 20 klubů — 2p, 2s | Southern Counties East League Premier Division 20 klubů — 2p, 2s |
| 10 (Step 6)                   | 335                   | Northern League Division Two – 22 klubů — 2p, 0–3s Northern Counties East League League Division One – 22 klubů — 2p, 0–3s North West Counties League Division One North – 18 klubů — 2p, 0–3s North West Counties League Division One South – 18 klubů — 2p, 0–3s Midland League Division One – 22 klubů — 2p, 0–3s United Counties League Division One – 19 klubů — 2p, 0–3s Hellenic League Division One – 19 klubů — 2p, 0–3s Spartan South Midlands League Division One – 20 klubů — 2p, 0–3s | Northern League Division Two – 22 klubů — 2p, 0–3s Northern Counties East League League Division One – 22 klubů — 2p, 0–3s North West Counties League Division One North – 18 klubů — 2p, 0–3s North West Counties League Division One South – 18 klubů — 2p, 0–3s Midland League Division One – 22 klubů — 2p, 0–3s United Counties League Division One – 19 klubů — 2p, 0–3s Hellenic League Division One – 19 klubů — 2p, 0–3s Spartan South Midlands League Division One – 20 klubů — 2p, 0–3s | Northern League Division Two – 22 klubů — 2p, 0–3s Northern Counties East League League Division One – 22 klubů — 2p, 0–3s North West Counties League Division One North – 18 klubů — 2p, 0–3s North West Counties League Division One South – 18 klubů — 2p, 0–3s Midland League Division One – 22 klubů — 2p, 0–3s United Counties League Division One – 19 klubů — 2p, 0–3s Hellenic League Division One – 19 klubů — 2p, 0–3s Spartan South Midlands League Division One – 20 klubů — 2p, 0–3s | Northern League Division Two – 22 klubů — 2p, 0–3s Northern Counties East League League Division One – 22 klubů — 2p, 0–3s North West Counties League Division One North – 18 klubů — 2p, 0–3s North West Counties League Division One South – 18 klubů — 2p, 0–3s Midland League Division One – 22 klubů — 2p, 0–3s United Counties League Division One – 19 klubů — 2p, 0–3s Hellenic League Division One – 19 klubů — 2p, 0–3s Spartan South Midlands League Division One – 20 klubů — 2p, 0–3s | Northern League Division Two – 22 klubů — 2p, 0–3s Northern Counties East League League Division One – 22 klubů — 2p, 0–3s North West Counties League Division One North – 18 klubů — 2p, 0–3s North West Counties League Division One South – 18 klubů — 2p, 0–3s Midland League Division One – 22 klubů — 2p, 0–3s United Counties League Division One – 19 klubů — 2p, 0–3s Hellenic League Division One – 19 klubů — 2p, 0–3s Spartan South Midlands League Division One – 20 klubů — 2p, 0–3s | Northern League Division Two – 22 klubů — 2p, 0–3s Northern Counties East League League Division One – 22 klubů — 2p, 0–3s North West Counties League Division One North – 18 klubů — 2p, 0–3s North West Counties League Division One South – 18 klubů — 2p, 0–3s Midland League Division One – 22 klubů — 2p, 0–3s United Counties League Division One – 19 klubů — 2p, 0–3s Hellenic League Division One – 19 klubů — 2p, 0–3s Spartan South Midlands League Division One – 20 klubů — 2p, 0–3s | Northern League Division Two – 22 klubů — 2p, 0–3s Northern Counties East League League Division One – 22 klubů — 2p, 0–3s North West Counties League Division One North – 18 klubů — 2p, 0–3s North West Counties League Division One South – 18 klubů — 2p, 0–3s Midland League Division One – 22 klubů — 2p, 0–3s United Counties League Division One – 19 klubů — 2p, 0–3s Hellenic League Division One – 19 klubů — 2p, 0–3s Spartan South Midlands League Division One – 20 klubů — 2p, 0–3s | Northern League Division Two – 22 klubů — 2p, 0–3s Northern Counties East League League Division One – 22 klubů — 2p, 0–3s North West Counties League Division One North – 18 klubů — 2p, 0–3s North West Counties League Division One South – 18 klubů — 2p, 0–3s Midland League Division One – 22 klubů — 2p, 0–3s United Counties League Division One – 19 klubů — 2p, 0–3s Hellenic League Division One – 19 klubů — 2p, 0–3s Spartan South Midlands League Division One – 20 klubů — 2p, 0–3s | Northern League Division Two – 22 klubů — 2p, 0–3s Northern Counties East League League Division One – 22 klubů — 2p, 0–3s North West Counties League Division One North – 18 klubů — 2p, 0–3s North West Counties League Division One South – 18 klubů — 2p, 0–3s Midland League Division One – 22 klubů — 2p, 0–3s United Counties League Division One – 19 klubů — 2p, 0–3s Hellenic League Division One – 19 klubů — 2p, 0–3s Spartan South Midlands League Division One – 20 klubů — 2p, 0–3s | Northern League Division Two – 22 klubů — 2p, 0–3s Northern Counties East League League Division One – 22 klubů — 2p, 0–3s North West Counties League Division One North – 18 klubů — 2p, 0–3s North West Counties League Division One South – 18 klubů — 2p, 0–3s Midland League Division One – 22 klubů — 2p, 0–3s United Counties League Division One – 19 klubů — 2p, 0–3s Hellenic League Division One – 19 klubů — 2p, 0–3s Spartan South Midlands League Division One – 20 klubů — 2p, 0–3s | Northern League Division Two – 22 klubů — 2p, 0–3s Northern Counties East League League Division One – 22 klubů — 2p, 0–3s North West Counties League Division One North – 18 klubů — 2p, 0–3s North West Counties League Division One South – 18 klubů — 2p, 0–3s Midland League Division One – 22 klubů — 2p, 0–3s United Counties League Division One – 19 klubů — 2p, 0–3s Hellenic League Division One – 19 klubů — 2p, 0–3s Spartan South Midlands League Division One – 20 klubů — 2p, 0–3s | Northern League Division Two – 22 klubů — 2p, 0–3s Northern Counties East League League Division One – 22 klubů — 2p, 0–3s North West Counties League Division One North – 18 klubů — 2p, 0–3s North West Counties League Division One South – 18 klubů — 2p, 0–3s Midland League Division One – 22 klubů — 2p, 0–3s United Counties League Division One – 19 klubů — 2p, 0–3s Hellenic League Division One – 19 klubů — 2p, 0–3s Spartan South Midlands League Division One – 20 klubů — 2p, 0–3s | Northern League Division Two – 22 klubů — 2p, 0–3s Northern Counties East League League Division One – 22 klubů — 2p, 0–3s North West Counties League Division One North – 18 klubů — 2p, 0–3s North West Counties League Division One South – 18 klubů — 2p, 0–3s Midland League Division One – 22 klubů — 2p, 0–3s United Counties League Division One – 19 klubů — 2p, 0–3s Hellenic League Division One – 19 klubů — 2p, 0–3s Spartan South Midlands League Division One – 20 klubů — 2p, 0–3s | Northern League Division Two – 22 klubů — 2p, 0–3s Northern Counties East League League Division One – 22 klubů — 2p, 0–3s North West Counties League Division One North – 18 klubů — 2p, 0–3s North West Counties League Division One South – 18 klubů — 2p, 0–3s Midland League Division One – 22 klubů — 2p, 0–3s United Counties League Division One – 19 klubů — 2p, 0–3s Hellenic League Division One – 19 klubů — 2p, 0–3s Spartan South Midlands League Division One – 20 klubů — 2p, 0–3s | Northern League Division Two – 22 klubů — 2p, 0–3s Northern Counties East League League Division One – 22 klubů — 2p, 0–3s North West Counties League Division One North – 18 klubů — 2p, 0–3s North West Counties League Division One South – 18 klubů — 2p, 0–3s Midland League Division One – 22 klubů — 2p, 0–3s United Counties League Division One – 19 klubů — 2p, 0–3s Hellenic League Division One – 19 klubů — 2p, 0–3s Spartan South Midlands League Division One – 20 klubů — 2p, 0–3s | Northern League Division Two – 22 klubů — 2p, 0–3s Northern Counties East League League Division One – 22 klubů — 2p, 0–3s North West Counties League Division One North – 18 klubů — 2p, 0–3s North West Counties League Division One South – 18 klubů — 2p, 0–3s Midland League Division One – 22 klubů — 2p, 0–3s United Counties League Division One – 19 klubů — 2p, 0–3s Hellenic League Division One – 19 klubů — 2p, 0–3s Spartan South Midlands League Division One – 20 klubů — 2p, 0–3s | Wessex League Division One – 20 klubů — 2p, 0–3s Western League Division One – 22 klubů — 2p, 0–3s South West Peninsula League Premier Division East – 16 klubů — 1p, 0–3s South West Peninsula League Premier Division West – 16 klubů — 1p, 0–3s Combined Counties League Division One – 23 klubů — 2p, 0–3s Eastern Counties League Division One North – 20 klubů — 2p, 0–3s Eastern Counties League Division One South – 20 klubů — 2p, 0–3s Southern Combination Football League Division One – 20 klubů — 2p, 0–3s Southern Counties East League Division One – 18 klubů — 2p, 0–3s | Wessex League Division One – 20 klubů — 2p, 0–3s Western League Division One – 22 klubů — 2p, 0–3s South West Peninsula League Premier Division East – 16 klubů — 1p, 0–3s South West Peninsula League Premier Division West – 16 klubů — 1p, 0–3s Combined Counties League Division One – 23 klubů — 2p, 0–3s Eastern Counties League Division One North – 20 klubů — 2p, 0–3s Eastern Counties League Division One South – 20 klubů — 2p, 0–3s Southern Combination Football League Division One – 20 klubů — 2p, 0–3s Southern Counties East League Division One – 18 klubů — 2p, 0–3s | Wessex League Division One – 20 klubů — 2p, 0–3s Western League Division One – 22 klubů — 2p, 0–3s South West Peninsula League Premier Division East – 16 klubů — 1p, 0–3s South West Peninsula League Premier Division West – 16 klubů — 1p, 0–3s Combined Counties League Division One – 23 klubů — 2p, 0–3s Eastern Counties League Division One North – 20 klubů — 2p, 0–3s Eastern Counties League Division One South – 20 klubů — 2p, 0–3s Southern Combination Football League Division One – 20 klubů — 2p, 0–3s Southern Counties East League Division One – 18 klubů — 2p, 0–3s | Wessex League Division One – 20 klubů — 2p, 0–3s Western League Division One – 22 klubů — 2p, 0–3s South West Peninsula League Premier Division East – 16 klubů — 1p, 0–3s South West Peninsula League Premier Division West – 16 klubů — 1p, 0–3s Combined Counties League Division One – 23 klubů — 2p, 0–3s Eastern Counties League Division One North – 20 klubů — 2p, 0–3s Eastern Counties League Division One South – 20 klubů — 2p, 0–3s Southern Combination Football League Division One – 20 klubů — 2p, 0–3s Southern Counties East League Division One – 18 klubů — 2p, 0–3s | Wessex League Division One – 20 klubů — 2p, 0–3s Western League Division One – 22 klubů — 2p, 0–3s South West Peninsula League Premier Division East – 16 klubů — 1p, 0–3s South West Peninsula League Premier Division West – 16 klubů — 1p, 0–3s Combined Counties League Division One – 23 klubů — 2p, 0–3s Eastern Counties League Division One North – 20 klubů — 2p, 0–3s Eastern Counties League Division One South – 20 klubů — 2p, 0–3s Southern Combination Football League Division One – 20 klubů — 2p, 0–3s Southern Counties East League Division One – 18 klubů — 2p, 0–3s | Wessex League Division One – 20 klubů — 2p, 0–3s Western League Division One – 22 klubů — 2p, 0–3s South West Peninsula League Premier Division East – 16 klubů — 1p, 0–3s South West Peninsula League Premier Division West – 16 klubů — 1p, 0–3s Combined Counties League Division One – 23 klubů — 2p, 0–3s Eastern Counties League Division One North – 20 klubů — 2p, 0–3s Eastern Counties League Division One South – 20 klubů — 2p, 0–3s Southern Combination Football League Division One – 20 klubů — 2p, 0–3s Southern Counties East League Division One – 18 klubů — 2p, 0–3s | Wessex League Division One – 20 klubů — 2p, 0–3s Western League Division One – 22 klubů — 2p, 0–3s South West Peninsula League Premier Division East – 16 klubů — 1p, 0–3s South West Peninsula League Premier Division West – 16 klubů — 1p, 0–3s Combined Counties League Division One – 23 klubů — 2p, 0–3s Eastern Counties League Division One North – 20 klubů — 2p, 0–3s Eastern Counties League Division One South – 20 klubů — 2p, 0–3s Southern Combination Football League Division One – 20 klubů — 2p, 0–3s Southern Counties East League Division One – 18 klubů — 2p, 0–3s | Wessex League Division One – 20 klubů — 2p, 0–3s Western League Division One – 22 klubů — 2p, 0–3s South West Peninsula League Premier Division East – 16 klubů — 1p, 0–3s South West Peninsula League Premier Division West – 16 klubů — 1p, 0–3s Combined Counties League Division One – 23 klubů — 2p, 0–3s Eastern Counties League Division One North – 20 klubů — 2p, 0–3s Eastern Counties League Division One South – 20 klubů — 2p, 0–3s Southern Combination Football League Division One – 20 klubů — 2p, 0–3s Southern Counties East League Division One – 18 klubů — 2p, 0–3s | Wessex League Division One – 20 klubů — 2p, 0–3s Western League Division One – 22 klubů — 2p, 0–3s South West Peninsula League Premier Division East – 16 klubů — 1p, 0–3s South West Peninsula League Premier Division West – 16 klubů — 1p, 0–3s Combined Counties League Division One – 23 klubů — 2p, 0–3s Eastern Counties League Division One North – 20 klubů — 2p, 0–3s Eastern Counties League Division One South – 20 klubů — 2p, 0–3s Southern Combination Football League Division One – 20 klubů — 2p, 0–3s Southern Counties East League Division One – 18 klubů — 2p, 0–3s | Wessex League Division One – 20 klubů — 2p, 0–3s Western League Division One – 22 klubů — 2p, 0–3s South West Peninsula League Premier Division East – 16 klubů — 1p, 0–3s South West Peninsula League Premier Division West – 16 klubů — 1p, 0–3s Combined Counties League Division One – 23 klubů — 2p, 0–3s Eastern Counties League Division One North – 20 klubů — 2p, 0–3s Eastern Counties League Division One South – 20 klubů — 2p, 0–3s Southern Combination Football League Division One – 20 klubů — 2p, 0–3s Southern Counties East League Division One – 18 klubů — 2p, 0–3s | Wessex League Division One – 20 klubů — 2p, 0–3s Western League Division One – 22 klubů — 2p, 0–3s South West Peninsula League Premier Division East – 16 klubů — 1p, 0–3s South West Peninsula League Premier Division West – 16 klubů — 1p, 0–3s Combined Counties League Division One – 23 klubů — 2p, 0–3s Eastern Counties League Division One North – 20 klubů — 2p, 0–3s Eastern Counties League Division One South – 20 klubů — 2p, 0–3s Southern Combination Football League Division One – 20 klubů — 2p, 0–3s Southern Counties East League Division One – 18 klubů — 2p, 0–3s | Wessex League Division One – 20 klubů — 2p, 0–3s Western League Division One – 22 klubů — 2p, 0–3s South West Peninsula League Premier Division East – 16 klubů — 1p, 0–3s South West Peninsula League Premier Division West – 16 klubů — 1p, 0–3s Combined Counties League Division One – 23 klubů — 2p, 0–3s Eastern Counties League Division One North – 20 klubů — 2p, 0–3s Eastern Counties League Division One South – 20 klubů — 2p, 0–3s Southern Combination Football League Division One – 20 klubů — 2p, 0–3s Southern Counties East League Division One – 18 klubů — 2p, 0–3s | Wessex League Division One – 20 klubů — 2p, 0–3s Western League Division One – 22 klubů — 2p, 0–3s South West Peninsula League Premier Division East – 16 klubů — 1p, 0–3s South West Peninsula League Premier Division West – 16 klubů — 1p, 0–3s Combined Counties League Division One – 23 klubů — 2p, 0–3s Eastern Counties League Division One North – 20 klubů — 2p, 0–3s Eastern Counties League Division One South – 20 klubů — 2p, 0–3s Southern Combination Football League Division One – 20 klubů — 2p, 0–3s Southern Counties East League Division One – 18 klubů — 2p, 0–3s | Wessex League Division One – 20 klubů — 2p, 0–3s Western League Division One – 22 klubů — 2p, 0–3s South West Peninsula League Premier Division East – 16 klubů — 1p, 0–3s South West Peninsula League Premier Division West – 16 klubů — 1p, 0–3s Combined Counties League Division One – 23 klubů — 2p, 0–3s Eastern Counties League Division One North – 20 klubů — 2p, 0–3s Eastern Counties League Division One South – 20 klubů — 2p, 0–3s Southern Combination Football League Division One – 20 klubů — 2p, 0–3s Southern Counties East League Division One – 18 klubů — 2p, 0–3s | Wessex League Division One – 20 klubů — 2p, 0–3s Western League Division One – 22 klubů — 2p, 0–3s South West Peninsula League Premier Division East – 16 klubů — 1p, 0–3s South West Peninsula League Premier Division West – 16 klubů — 1p, 0–3s Combined Counties League Division One – 23 klubů — 2p, 0–3s Eastern Counties League Division One North – 20 klubů — 2p, 0–3s Eastern Counties League Division One South – 20 klubů — 2p, 0–3s Southern Combination Football League Division One – 20 klubů — 2p, 0–3s Southern Counties East League Division One – 18 klubů — 2p, 0–3s | Wessex League Division One – 20 klubů — 2p, 0–3s Western League Division One – 22 klubů — 2p, 0–3s South West Peninsula League Premier Division East – 16 klubů — 1p, 0–3s South West Peninsula League Premier Division West – 16 klubů — 1p, 0–3s Combined Counties League Division One – 23 klubů — 2p, 0–3s Eastern Counties League Division One North – 20 klubů — 2p, 0–3s Eastern Counties League Division One South – 20 klubů — 2p, 0–3s Southern Combination Football League Division One – 20 klubů — 2p, 0–3s Southern Counties East League Division One – 18 klubů — 2p, 0–3s |
| 11 (Step 7 – regionální ligy) | 787                   | Anglian Combination Premier Division – 16 klubů Bedfordshire County League Premier Division – 14 klubů Cambridgeshire County League Premier Division – 13 klubů Central Midlands Alliance Premier Division North – 16 klubů Central Midlands Alliance Premier Division South – 18 klubů Cheshire League Premier Division – 16 klubů Devon Football League – 18 klubů Dorset Premier League – 17 klubů Essex Alliance League – 16 klubů Essex & Suffolk Border League Premier Division – 16 klubů Essex Olympian League Premier Division – 14 klubů Gloucestershire County League – 16 klubů Hampshire Premier League Senior Division – 16 klubů Herefordshire Football League Premier Division – 14 klubů Hertfordshire Senior County League Premier Division – 18 klubů Humber Premier League Premier Division – 16 klubů Isle of Wight Saturday League Division One – 12 klubů Kent County League Premier Division – 17 klubů Leicestershire Senior League Premier Division – 16 klubů Lincolnshire League – 18 klubů Liverpool County Premier League Premier Division – 14 klubů Manchester League Premier Division – 16 klubů Mid-Sussex League Premier Division – 14 klubů Middlesex County League Premier Division – 17 klubů Midland League Division Two – 16 klubů | Anglian Combination Premier Division – 16 klubů Bedfordshire County League Premier Division – 14 klubů Cambridgeshire County League Premier Division – 13 klubů Central Midlands Alliance Premier Division North – 16 klubů Central Midlands Alliance Premier Division South – 18 klubů Cheshire League Premier Division – 16 klubů Devon Football League – 18 klubů Dorset Premier League – 17 klubů Essex Alliance League – 16 klubů Essex & Suffolk Border League Premier Division – 16 klubů Essex Olympian League Premier Division – 14 klubů Gloucestershire County League – 16 klubů Hampshire Premier League Senior Division – 16 klubů Herefordshire Football League Premier Division – 14 klubů Hertfordshire Senior County League Premier Division – 18 klubů Humber Premier League Premier Division – 16 klubů Isle of Wight Saturday League Division One – 12 klubů Kent County League Premier Division – 17 klubů Leicestershire Senior League Premier Division – 16 klubů Lincolnshire League – 18 klubů Liverpool County Premier League Premier Division – 14 klubů Manchester League Premier Division – 16 klubů Mid-Sussex League Premier Division – 14 klubů Middlesex County League Premier Division – 17 klubů Midland League Division Two – 16 klubů | Anglian Combination Premier Division – 16 klubů Bedfordshire County League Premier Division – 14 klubů Cambridgeshire County League Premier Division – 13 klubů Central Midlands Alliance Premier Division North – 16 klubů Central Midlands Alliance Premier Division South – 18 klubů Cheshire League Premier Division – 16 klubů Devon Football League – 18 klubů Dorset Premier League – 17 klubů Essex Alliance League – 16 klubů Essex & Suffolk Border League Premier Division – 16 klubů Essex Olympian League Premier Division – 14 klubů Gloucestershire County League – 16 klubů Hampshire Premier League Senior Division – 16 klubů Herefordshire Football League Premier Division – 14 klubů Hertfordshire Senior County League Premier Division – 18 klubů Humber Premier League Premier Division – 16 klubů Isle of Wight Saturday League Division One – 12 klubů Kent County League Premier Division – 17 klubů Leicestershire Senior League Premier Division – 16 klubů Lincolnshire League – 18 klubů Liverpool County Premier League Premier Division – 14 klubů Manchester League Premier Division – 16 klubů Mid-Sussex League Premier Division – 14 klubů Middlesex County League Premier Division – 17 klubů Midland League Division Two – 16 klubů | Anglian Combination Premier Division – 16 klubů Bedfordshire County League Premier Division – 14 klubů Cambridgeshire County League Premier Division – 13 klubů Central Midlands Alliance Premier Division North – 16 klubů Central Midlands Alliance Premier Division South – 18 klubů Cheshire League Premier Division – 16 klubů Devon Football League – 18 klubů Dorset Premier League – 17 klubů Essex Alliance League – 16 klubů Essex & Suffolk Border League Premier Division – 16 klubů Essex Olympian League Premier Division – 14 klubů Gloucestershire County League – 16 klubů Hampshire Premier League Senior Division – 16 klubů Herefordshire Football League Premier Division – 14 klubů Hertfordshire Senior County League Premier Division – 18 klubů Humber Premier League Premier Division – 16 klubů Isle of Wight Saturday League Division One – 12 klubů Kent County League Premier Division – 17 klubů Leicestershire Senior League Premier Division – 16 klubů Lincolnshire League – 18 klubů Liverpool County Premier League Premier Division – 14 klubů Manchester League Premier Division – 16 klubů Mid-Sussex League Premier Division – 14 klubů Middlesex County League Premier Division – 17 klubů Midland League Division Two – 16 klubů | Anglian Combination Premier Division – 16 klubů Bedfordshire County League Premier Division – 14 klubů Cambridgeshire County League Premier Division – 13 klubů Central Midlands Alliance Premier Division North – 16 klubů Central Midlands Alliance Premier Division South – 18 klubů Cheshire League Premier Division – 16 klubů Devon Football League – 18 klubů Dorset Premier League – 17 klubů Essex Alliance League – 16 klubů Essex & Suffolk Border League Premier Division – 16 klubů Essex Olympian League Premier Division – 14 klubů Gloucestershire County League – 16 klubů Hampshire Premier League Senior Division – 16 klubů Herefordshire Football League Premier Division – 14 klubů Hertfordshire Senior County League Premier Division – 18 klubů Humber Premier League Premier Division – 16 klubů Isle of Wight Saturday League Division One – 12 klubů Kent County League Premier Division – 17 klubů Leicestershire Senior League Premier Division – 16 klubů Lincolnshire League – 18 klubů Liverpool County Premier League Premier Division – 14 klubů Manchester League Premier Division – 16 klubů Mid-Sussex League Premier Division – 14 klubů Middlesex County League Premier Division – 17 klubů Midland League Division Two – 16 klubů | Anglian Combination Premier Division – 16 klubů Bedfordshire County League Premier Division – 14 klubů Cambridgeshire County League Premier Division – 13 klubů Central Midlands Alliance Premier Division North – 16 klubů Central Midlands Alliance Premier Division South – 18 klubů Cheshire League Premier Division – 16 klubů Devon Football League – 18 klubů Dorset Premier League – 17 klubů Essex Alliance League – 16 klubů Essex & Suffolk Border League Premier Division – 16 klubů Essex Olympian League Premier Division – 14 klubů Gloucestershire County League – 16 klubů Hampshire Premier League Senior Division – 16 klubů Herefordshire Football League Premier Division – 14 klubů Hertfordshire Senior County League Premier Division – 18 klubů Humber Premier League Premier Division – 16 klubů Isle of Wight Saturday League Division One – 12 klubů Kent County League Premier Division – 17 klubů Leicestershire Senior League Premier Division – 16 klubů Lincolnshire League – 18 klubů Liverpool County Premier League Premier Division – 14 klubů Manchester League Premier Division – 16 klubů Mid-Sussex League Premier Division – 14 klubů Middlesex County League Premier Division – 17 klubů Midland League Division Two – 16 klubů | Anglian Combination Premier Division – 16 klubů Bedfordshire County League Premier Division – 14 klubů Cambridgeshire County League Premier Division – 13 klubů Central Midlands Alliance Premier Division North – 16 klubů Central Midlands Alliance Premier Division South – 18 klubů Cheshire League Premier Division – 16 klubů Devon Football League – 18 klubů Dorset Premier League – 17 klubů Essex Alliance League – 16 klubů Essex & Suffolk Border League Premier Division – 16 klubů Essex Olympian League Premier Division – 14 klubů Gloucestershire County League – 16 klubů Hampshire Premier League Senior Division – 16 klubů Herefordshire Football League Premier Division – 14 klubů Hertfordshire Senior County League Premier Division – 18 klubů Humber Premier League Premier Division – 16 klubů Isle of Wight Saturday League Division One – 12 klubů Kent County League Premier Division – 17 klubů Leicestershire Senior League Premier Division – 16 klubů Lincolnshire League – 18 klubů Liverpool County Premier League Premier Division – 14 klubů Manchester League Premier Division – 16 klubů Mid-Sussex League Premier Division – 14 klubů Middlesex County League Premier Division – 17 klubů Midland League Division Two – 16 klubů | Anglian Combination Premier Division – 16 klubů Bedfordshire County League Premier Division – 14 klubů Cambridgeshire County League Premier Division – 13 klubů Central Midlands Alliance Premier Division North – 16 klubů Central Midlands Alliance Premier Division South – 18 klubů Cheshire League Premier Division – 16 klubů Devon Football League – 18 klubů Dorset Premier League – 17 klubů Essex Alliance League – 16 klubů Essex & Suffolk Border League Premier Division – 16 klubů Essex Olympian League Premier Division – 14 klubů Gloucestershire County League – 16 klubů Hampshire Premier League Senior Division – 16 klubů Herefordshire Football League Premier Division – 14 klubů Hertfordshire Senior County League Premier Division – 18 klubů Humber Premier League Premier Division – 16 klubů Isle of Wight Saturday League Division One – 12 klubů Kent County League Premier Division – 17 klubů Leicestershire Senior League Premier Division – 16 klubů Lincolnshire League – 18 klubů Liverpool County Premier League Premier Division – 14 klubů Manchester League Premier Division – 16 klubů Mid-Sussex League Premier Division – 14 klubů Middlesex County League Premier Division – 17 klubů Midland League Division Two – 16 klubů | Anglian Combination Premier Division – 16 klubů Bedfordshire County League Premier Division – 14 klubů Cambridgeshire County League Premier Division – 13 klubů Central Midlands Alliance Premier Division North – 16 klubů Central Midlands Alliance Premier Division South – 18 klubů Cheshire League Premier Division – 16 klubů Devon Football League – 18 klubů Dorset Premier League – 17 klubů Essex Alliance League – 16 klubů Essex & Suffolk Border League Premier Division – 16 klubů Essex Olympian League Premier Division – 14 klubů Gloucestershire County League – 16 klubů Hampshire Premier League Senior Division – 16 klubů Herefordshire Football League Premier Division – 14 klubů Hertfordshire Senior County League Premier Division – 18 klubů Humber Premier League Premier Division – 16 klubů Isle of Wight Saturday League Division One – 12 klubů Kent County League Premier Division – 17 klubů Leicestershire Senior League Premier Division – 16 klubů Lincolnshire League – 18 klubů Liverpool County Premier League Premier Division – 14 klubů Manchester League Premier Division – 16 klubů Mid-Sussex League Premier Division – 14 klubů Middlesex County League Premier Division – 17 klubů Midland League Division Two – 16 klubů | Anglian Combination Premier Division – 16 klubů Bedfordshire County League Premier Division – 14 klubů Cambridgeshire County League Premier Division – 13 klubů Central Midlands Alliance Premier Division North – 16 klubů Central Midlands Alliance Premier Division South – 18 klubů Cheshire League Premier Division – 16 klubů Devon Football League – 18 klubů Dorset Premier League – 17 klubů Essex Alliance League – 16 klubů Essex & Suffolk Border League Premier Division – 16 klubů Essex Olympian League Premier Division – 14 klubů Gloucestershire County League – 16 klubů Hampshire Premier League Senior Division – 16 klubů Herefordshire Football League Premier Division – 14 klubů Hertfordshire Senior County League Premier Division – 18 klubů Humber Premier League Premier Division – 16 klubů Isle of Wight Saturday League Division One – 12 klubů Kent County League Premier Division – 17 klubů Leicestershire Senior League Premier Division – 16 klubů Lincolnshire League – 18 klubů Liverpool County Premier League Premier Division – 14 klubů Manchester League Premier Division – 16 klubů Mid-Sussex League Premier Division – 14 klubů Middlesex County League Premier Division – 17 klubů Midland League Division Two – 16 klubů | Anglian Combination Premier Division – 16 klubů Bedfordshire County League Premier Division – 14 klubů Cambridgeshire County League Premier Division – 13 klubů Central Midlands Alliance Premier Division North – 16 klubů Central Midlands Alliance Premier Division South – 18 klubů Cheshire League Premier Division – 16 klubů Devon Football League – 18 klubů Dorset Premier League – 17 klubů Essex Alliance League – 16 klubů Essex & Suffolk Border League Premier Division – 16 klubů Essex Olympian League Premier Division – 14 klubů Gloucestershire County League – 16 klubů Hampshire Premier League Senior Division – 16 klubů Herefordshire Football League Premier Division – 14 klubů Hertfordshire Senior County League Premier Division – 18 klubů Humber Premier League Premier Division – 16 klubů Isle of Wight Saturday League Division One – 12 klubů Kent County League Premier Division – 17 klubů Leicestershire Senior League Premier Division – 16 klubů Lincolnshire League – 18 klubů Liverpool County Premier League Premier Division – 14 klubů Manchester League Premier Division – 16 klubů Mid-Sussex League Premier Division – 14 klubů Middlesex County League Premier Division – 17 klubů Midland League Division Two – 16 klubů | Anglian Combination Premier Division – 16 klubů Bedfordshire County League Premier Division – 14 klubů Cambridgeshire County League Premier Division – 13 klubů Central Midlands Alliance Premier Division North – 16 klubů Central Midlands Alliance Premier Division South – 18 klubů Cheshire League Premier Division – 16 klubů Devon Football League – 18 klubů Dorset Premier League – 17 klubů Essex Alliance League – 16 klubů Essex & Suffolk Border League Premier Division – 16 klubů Essex Olympian League Premier Division – 14 klubů Gloucestershire County League – 16 klubů Hampshire Premier League Senior Division – 16 klubů Herefordshire Football League Premier Division – 14 klubů Hertfordshire Senior County League Premier Division – 18 klubů Humber Premier League Premier Division – 16 klubů Isle of Wight Saturday League Division One – 12 klubů Kent County League Premier Division – 17 klubů Leicestershire Senior League Premier Division – 16 klubů Lincolnshire League – 18 klubů Liverpool County Premier League Premier Division – 14 klubů Manchester League Premier Division – 16 klubů Mid-Sussex League Premier Division – 14 klubů Middlesex County League Premier Division – 17 klubů Midland League Division Two – 16 klubů | Anglian Combination Premier Division – 16 klubů Bedfordshire County League Premier Division – 14 klubů Cambridgeshire County League Premier Division – 13 klubů Central Midlands Alliance Premier Division North – 16 klubů Central Midlands Alliance Premier Division South – 18 klubů Cheshire League Premier Division – 16 klubů Devon Football League – 18 klubů Dorset Premier League – 17 klubů Essex Alliance League – 16 klubů Essex & Suffolk Border League Premier Division – 16 klubů Essex Olympian League Premier Division – 14 klubů Gloucestershire County League – 16 klubů Hampshire Premier League Senior Division – 16 klubů Herefordshire Football League Premier Division – 14 klubů Hertfordshire Senior County League Premier Division – 18 klubů Humber Premier League Premier Division – 16 klubů Isle of Wight Saturday League Division One – 12 klubů Kent County League Premier Division – 17 klubů Leicestershire Senior League Premier Division – 16 klubů Lincolnshire League – 18 klubů Liverpool County Premier League Premier Division – 14 klubů Manchester League Premier Division – 16 klubů Mid-Sussex League Premier Division – 14 klubů Middlesex County League Premier Division – 17 klubů Midland League Division Two – 16 klubů | Anglian Combination Premier Division – 16 klubů Bedfordshire County League Premier Division – 14 klubů Cambridgeshire County League Premier Division – 13 klubů Central Midlands Alliance Premier Division North – 16 klubů Central Midlands Alliance Premier Division South – 18 klubů Cheshire League Premier Division – 16 klubů Devon Football League – 18 klubů Dorset Premier League – 17 klubů Essex Alliance League – 16 klubů Essex & Suffolk Border League Premier Division – 16 klubů Essex Olympian League Premier Division – 14 klubů Gloucestershire County League – 16 klubů Hampshire Premier League Senior Division – 16 klubů Herefordshire Football League Premier Division – 14 klubů Hertfordshire Senior County League Premier Division – 18 klubů Humber Premier League Premier Division – 16 klubů Isle of Wight Saturday League Division One – 12 klubů Kent County League Premier Division – 17 klubů Leicestershire Senior League Premier Division – 16 klubů Lincolnshire League – 18 klubů Liverpool County Premier League Premier Division – 14 klubů Manchester League Premier Division – 16 klubů Mid-Sussex League Premier Division – 14 klubů Middlesex County League Premier Division – 17 klubů Midland League Division Two – 16 klubů | Anglian Combination Premier Division – 16 klubů Bedfordshire County League Premier Division – 14 klubů Cambridgeshire County League Premier Division – 13 klubů Central Midlands Alliance Premier Division North – 16 klubů Central Midlands Alliance Premier Division South – 18 klubů Cheshire League Premier Division – 16 klubů Devon Football League – 18 klubů Dorset Premier League – 17 klubů Essex Alliance League – 16 klubů Essex & Suffolk Border League Premier Division – 16 klubů Essex Olympian League Premier Division – 14 klubů Gloucestershire County League – 16 klubů Hampshire Premier League Senior Division – 16 klubů Herefordshire Football League Premier Division – 14 klubů Hertfordshire Senior County League Premier Division – 18 klubů Humber Premier League Premier Division – 16 klubů Isle of Wight Saturday League Division One – 12 klubů Kent County League Premier Division – 17 klubů Leicestershire Senior League Premier Division – 16 klubů Lincolnshire League – 18 klubů Liverpool County Premier League Premier Division – 14 klubů Manchester League Premier Division – 16 klubů Mid-Sussex League Premier Division – 14 klubů Middlesex County League Premier Division – 17 klubů Midland League Division Two – 16 klubů | Anglian Combination Premier Division – 16 klubů Bedfordshire County League Premier Division – 14 klubů Cambridgeshire County League Premier Division – 13 klubů Central Midlands Alliance Premier Division North – 16 klubů Central Midlands Alliance Premier Division South – 18 klubů Cheshire League Premier Division – 16 klubů Devon Football League – 18 klubů Dorset Premier League – 17 klubů Essex Alliance League – 16 klubů Essex & Suffolk Border League Premier Division – 16 klubů Essex Olympian League Premier Division – 14 klubů Gloucestershire County League – 16 klubů Hampshire Premier League Senior Division – 16 klubů Herefordshire Football League Premier Division – 14 klubů Hertfordshire Senior County League Premier Division – 18 klubů Humber Premier League Premier Division – 16 klubů Isle of Wight Saturday League Division One – 12 klubů Kent County League Premier Division – 17 klubů Leicestershire Senior League Premier Division – 16 klubů Lincolnshire League – 18 klubů Liverpool County Premier League Premier Division – 14 klubů Manchester League Premier Division – 16 klubů Mid-Sussex League Premier Division – 14 klubů Middlesex County League Premier Division – 17 klubů Midland League Division Two – 16 klubů | Northamptonshire Combination League Premier Division – 17 klubů Northern Alliance Premier Division – 16 klubů North Riding League Premier Division – 15 klubů Nottinghamshire Senior League Senior Division – 20 klubů Oxfordshire Senior League Premier Division – 14 klubů Peterborough & District League Premier Division – 17 klubů Sheffield & Hallamshire County Senior League Premier Division – 15 klubů Shropshire County Football League Premier Division – 17 klubů Somerset County League Premier Division – 16 klubů Southern Combination League Division Two – 13 klubů Spartan South Midlands League Division Two – 18 klubů St Piran League Premier Division East – 14 klubů St Piran League Premier Division West – 15 klubů Staffordshire County Senior League Premier Division – 18 klubů Suffolk & Ipswich League Senior Division – 17 klubů Surrey Premier County Football League – 15 klubů Thames Valley Premier League Premier Division – 14 klubů Wearside League Premier Division – 18 klubů West Cheshire League Division One – 16 klubů West Lancashire League Premier Division – 17 klubů West Midlands (Regional) League Division One – 16 klubů West Yorkshire League Premier Division – 16 klubů Wiltshire Senior League Premier Division – 18 klubů York League Premier Division – 14 klubů Yorkshire Amateur League Supreme Division – 15 klubů | Northamptonshire Combination League Premier Division – 17 klubů Northern Alliance Premier Division – 16 klubů North Riding League Premier Division – 15 klubů Nottinghamshire Senior League Senior Division – 20 klubů Oxfordshire Senior League Premier Division – 14 klubů Peterborough & District League Premier Division – 17 klubů Sheffield & Hallamshire County Senior League Premier Division – 15 klubů Shropshire County Football League Premier Division – 17 klubů Somerset County League Premier Division – 16 klubů Southern Combination League Division Two – 13 klubů Spartan South Midlands League Division Two – 18 klubů St Piran League Premier Division East – 14 klubů St Piran League Premier Division West – 15 klubů Staffordshire County Senior League Premier Division – 18 klubů Suffolk & Ipswich League Senior Division – 17 klubů Surrey Premier County Football League – 15 klubů Thames Valley Premier League Premier Division – 14 klubů Wearside League Premier Division – 18 klubů West Cheshire League Division One – 16 klubů West Lancashire League Premier Division – 17 klubů West Midlands (Regional) League Division One – 16 klubů West Yorkshire League Premier Division – 16 klubů Wiltshire Senior League Premier Division – 18 klubů York League Premier Division – 14 klubů Yorkshire Amateur League Supreme Division – 15 klubů | Northamptonshire Combination League Premier Division – 17 klubů Northern Alliance Premier Division – 16 klubů North Riding League Premier Division – 15 klubů Nottinghamshire Senior League Senior Division – 20 klubů Oxfordshire Senior League Premier Division – 14 klubů Peterborough & District League Premier Division – 17 klubů Sheffield & Hallamshire County Senior League Premier Division – 15 klubů Shropshire County Football League Premier Division – 17 klubů Somerset County League Premier Division – 16 klubů Southern Combination League Division Two – 13 klubů Spartan South Midlands League Division Two – 18 klubů St Piran League Premier Division East – 14 klubů St Piran League Premier Division West – 15 klubů Staffordshire County Senior League Premier Division – 18 klubů Suffolk & Ipswich League Senior Division – 17 klubů Surrey Premier County Football League – 15 klubů Thames Valley Premier League Premier Division – 14 klubů Wearside League Premier Division – 18 klubů West Cheshire League Division One – 16 klubů West Lancashire League Premier Division – 17 klubů West Midlands (Regional) League Division One – 16 klubů West Yorkshire League Premier Division – 16 klubů Wiltshire Senior League Premier Division – 18 klubů York League Premier Division – 14 klubů Yorkshire Amateur League Supreme Division – 15 klubů | Northamptonshire Combination League Premier Division – 17 klubů Northern Alliance Premier Division – 16 klubů North Riding League Premier Division – 15 klubů Nottinghamshire Senior League Senior Division – 20 klubů Oxfordshire Senior League Premier Division – 14 klubů Peterborough & District League Premier Division – 17 klubů Sheffield & Hallamshire County Senior League Premier Division – 15 klubů Shropshire County Football League Premier Division – 17 klubů Somerset County League Premier Division – 16 klubů Southern Combination League Division Two – 13 klubů Spartan South Midlands League Division Two – 18 klubů St Piran League Premier Division East – 14 klubů St Piran League Premier Division West – 15 klubů Staffordshire County Senior League Premier Division – 18 klubů Suffolk & Ipswich League Senior Division – 17 klubů Surrey Premier County Football League – 15 klubů Thames Valley Premier League Premier Division – 14 klubů Wearside League Premier Division – 18 klubů West Cheshire League Division One – 16 klubů West Lancashire League Premier Division – 17 klubů West Midlands (Regional) League Division One – 16 klubů West Yorkshire League Premier Division – 16 klubů Wiltshire Senior League Premier Division – 18 klubů York League Premier Division – 14 klubů Yorkshire Amateur League Supreme Division – 15 klubů | Northamptonshire Combination League Premier Division – 17 klubů Northern Alliance Premier Division – 16 klubů North Riding League Premier Division – 15 klubů Nottinghamshire Senior League Senior Division – 20 klubů Oxfordshire Senior League Premier Division – 14 klubů Peterborough & District League Premier Division – 17 klubů Sheffield & Hallamshire County Senior League Premier Division – 15 klubů Shropshire County Football League Premier Division – 17 klubů Somerset County League Premier Division – 16 klubů Southern Combination League Division Two – 13 klubů Spartan South Midlands League Division Two – 18 klubů St Piran League Premier Division East – 14 klubů St Piran League Premier Division West – 15 klubů Staffordshire County Senior League Premier Division – 18 klubů Suffolk & Ipswich League Senior Division – 17 klubů Surrey Premier County Football League – 15 klubů Thames Valley Premier League Premier Division – 14 klubů Wearside League Premier Division – 18 klubů West Cheshire League Division One – 16 klubů West Lancashire League Premier Division – 17 klubů West Midlands (Regional) League Division One – 16 klubů West Yorkshire League Premier Division – 16 klubů Wiltshire Senior League Premier Division – 18 klubů York League Premier Division – 14 klubů Yorkshire Amateur League Supreme Division – 15 klubů | Northamptonshire Combination League Premier Division – 17 klubů Northern Alliance Premier Division – 16 klubů North Riding League Premier Division – 15 klubů Nottinghamshire Senior League Senior Division – 20 klubů Oxfordshire Senior League Premier Division – 14 klubů Peterborough & District League Premier Division – 17 klubů Sheffield & Hallamshire County Senior League Premier Division – 15 klubů Shropshire County Football League Premier Division – 17 klubů Somerset County League Premier Division – 16 klubů Southern Combination League Division Two – 13 klubů Spartan South Midlands League Division Two – 18 klubů St Piran League Premier Division East – 14 klubů St Piran League Premier Division West – 15 klubů Staffordshire County Senior League Premier Division – 18 klubů Suffolk & Ipswich League Senior Division – 17 klubů Surrey Premier County Football League – 15 klubů Thames Valley Premier League Premier Division – 14 klubů Wearside League Premier Division – 18 klubů West Cheshire League Division One – 16 klubů West Lancashire League Premier Division – 17 klubů West Midlands (Regional) League Division One – 16 klubů West Yorkshire League Premier Division – 16 klubů Wiltshire Senior League Premier Division – 18 klubů York League Premier Division – 14 klubů Yorkshire Amateur League Supreme Division – 15 klubů | Northamptonshire Combination League Premier Division – 17 klubů Northern Alliance Premier Division – 16 klubů North Riding League Premier Division – 15 klubů Nottinghamshire Senior League Senior Division – 20 klubů Oxfordshire Senior League Premier Division – 14 klubů Peterborough & District League Premier Division – 17 klubů Sheffield & Hallamshire County Senior League Premier Division – 15 klubů Shropshire County Football League Premier Division – 17 klubů Somerset County League Premier Division – 16 klubů Southern Combination League Division Two – 13 klubů Spartan South Midlands League Division Two – 18 klubů St Piran League Premier Division East – 14 klubů St Piran League Premier Division West – 15 klubů Staffordshire County Senior League Premier Division – 18 klubů Suffolk & Ipswich League Senior Division – 17 klubů Surrey Premier County Football League – 15 klubů Thames Valley Premier League Premier Division – 14 klubů Wearside League Premier Division – 18 klubů West Cheshire League Division One – 16 klubů West Lancashire League Premier Division – 17 klubů West Midlands (Regional) League Division One – 16 klubů West Yorkshire League Premier Division – 16 klubů Wiltshire Senior League Premier Division – 18 klubů York League Premier Division – 14 klubů Yorkshire Amateur League Supreme Division – 15 klubů | Northamptonshire Combination League Premier Division – 17 klubů Northern Alliance Premier Division – 16 klubů North Riding League Premier Division – 15 klubů Nottinghamshire Senior League Senior Division – 20 klubů Oxfordshire Senior League Premier Division – 14 klubů Peterborough & District League Premier Division – 17 klubů Sheffield & Hallamshire County Senior League Premier Division – 15 klubů Shropshire County Football League Premier Division – 17 klubů Somerset County League Premier Division – 16 klubů Southern Combination League Division Two – 13 klubů Spartan South Midlands League Division Two – 18 klubů St Piran League Premier Division East – 14 klubů St Piran League Premier Division West – 15 klubů Staffordshire County Senior League Premier Division – 18 klubů Suffolk & Ipswich League Senior Division – 17 klubů Surrey Premier County Football League – 15 klubů Thames Valley Premier League Premier Division – 14 klubů Wearside League Premier Division – 18 klubů West Cheshire League Division One – 16 klubů West Lancashire League Premier Division – 17 klubů West Midlands (Regional) League Division One – 16 klubů West Yorkshire League Premier Division – 16 klubů Wiltshire Senior League Premier Division – 18 klubů York League Premier Division – 14 klubů Yorkshire Amateur League Supreme Division – 15 klubů | Northamptonshire Combination League Premier Division – 17 klubů Northern Alliance Premier Division – 16 klubů North Riding League Premier Division – 15 klubů Nottinghamshire Senior League Senior Division – 20 klubů Oxfordshire Senior League Premier Division – 14 klubů Peterborough & District League Premier Division – 17 klubů Sheffield & Hallamshire County Senior League Premier Division – 15 klubů Shropshire County Football League Premier Division – 17 klubů Somerset County League Premier Division – 16 klubů Southern Combination League Division Two – 13 klubů Spartan South Midlands League Division Two – 18 klubů St Piran League Premier Division East – 14 klubů St Piran League Premier Division West – 15 klubů Staffordshire County Senior League Premier Division – 18 klubů Suffolk & Ipswich League Senior Division – 17 klubů Surrey Premier County Football League – 15 klubů Thames Valley Premier League Premier Division – 14 klubů Wearside League Premier Division – 18 klubů West Cheshire League Division One – 16 klubů West Lancashire League Premier Division – 17 klubů West Midlands (Regional) League Division One – 16 klubů West Yorkshire League Premier Division – 16 klubů Wiltshire Senior League Premier Division – 18 klubů York League Premier Division – 14 klubů Yorkshire Amateur League Supreme Division – 15 klubů | Northamptonshire Combination League Premier Division – 17 klubů Northern Alliance Premier Division – 16 klubů North Riding League Premier Division – 15 klubů Nottinghamshire Senior League Senior Division – 20 klubů Oxfordshire Senior League Premier Division – 14 klubů Peterborough & District League Premier Division – 17 klubů Sheffield & Hallamshire County Senior League Premier Division – 15 klubů Shropshire County Football League Premier Division – 17 klubů Somerset County League Premier Division – 16 klubů Southern Combination League Division Two – 13 klubů Spartan South Midlands League Division Two – 18 klubů St Piran League Premier Division East – 14 klubů St Piran League Premier Division West – 15 klubů Staffordshire County Senior League Premier Division – 18 klubů Suffolk & Ipswich League Senior Division – 17 klubů Surrey Premier County Football League – 15 klubů Thames Valley Premier League Premier Division – 14 klubů Wearside League Premier Division – 18 klubů West Cheshire League Division One – 16 klubů West Lancashire League Premier Division – 17 klubů West Midlands (Regional) League Division One – 16 klubů West Yorkshire League Premier Division – 16 klubů Wiltshire Senior League Premier Division – 18 klubů York League Premier Division – 14 klubů Yorkshire Amateur League Supreme Division – 15 klubů | Northamptonshire Combination League Premier Division – 17 klubů Northern Alliance Premier Division – 16 klubů North Riding League Premier Division – 15 klubů Nottinghamshire Senior League Senior Division – 20 klubů Oxfordshire Senior League Premier Division – 14 klubů Peterborough & District League Premier Division – 17 klubů Sheffield & Hallamshire County Senior League Premier Division – 15 klubů Shropshire County Football League Premier Division – 17 klubů Somerset County League Premier Division – 16 klubů Southern Combination League Division Two – 13 klubů Spartan South Midlands League Division Two – 18 klubů St Piran League Premier Division East – 14 klubů St Piran League Premier Division West – 15 klubů Staffordshire County Senior League Premier Division – 18 klubů Suffolk & Ipswich League Senior Division – 17 klubů Surrey Premier County Football League – 15 klubů Thames Valley Premier League Premier Division – 14 klubů Wearside League Premier Division – 18 klubů West Cheshire League Division One – 16 klubů West Lancashire League Premier Division – 17 klubů West Midlands (Regional) League Division One – 16 klubů West Yorkshire League Premier Division – 16 klubů Wiltshire Senior League Premier Division – 18 klubů York League Premier Division – 14 klubů Yorkshire Amateur League Supreme Division – 15 klubů | Northamptonshire Combination League Premier Division – 17 klubů Northern Alliance Premier Division – 16 klubů North Riding League Premier Division – 15 klubů Nottinghamshire Senior League Senior Division – 20 klubů Oxfordshire Senior League Premier Division – 14 klubů Peterborough & District League Premier Division – 17 klubů Sheffield & Hallamshire County Senior League Premier Division – 15 klubů Shropshire County Football League Premier Division – 17 klubů Somerset County League Premier Division – 16 klubů Southern Combination League Division Two – 13 klubů Spartan South Midlands League Division Two – 18 klubů St Piran League Premier Division East – 14 klubů St Piran League Premier Division West – 15 klubů Staffordshire County Senior League Premier Division – 18 klubů Suffolk & Ipswich League Senior Division – 17 klubů Surrey Premier County Football League – 15 klubů Thames Valley Premier League Premier Division – 14 klubů Wearside League Premier Division – 18 klubů West Cheshire League Division One – 16 klubů West Lancashire League Premier Division – 17 klubů West Midlands (Regional) League Division One – 16 klubů West Yorkshire League Premier Division – 16 klubů Wiltshire Senior League Premier Division – 18 klubů York League Premier Division – 14 klubů Yorkshire Amateur League Supreme Division – 15 klubů | Northamptonshire Combination League Premier Division – 17 klubů Northern Alliance Premier Division – 16 klubů North Riding League Premier Division – 15 klubů Nottinghamshire Senior League Senior Division – 20 klubů Oxfordshire Senior League Premier Division – 14 klubů Peterborough & District League Premier Division – 17 klubů Sheffield & Hallamshire County Senior League Premier Division – 15 klubů Shropshire County Football League Premier Division – 17 klubů Somerset County League Premier Division – 16 klubů Southern Combination League Division Two – 13 klubů Spartan South Midlands League Division Two – 18 klubů St Piran League Premier Division East – 14 klubů St Piran League Premier Division West – 15 klubů Staffordshire County Senior League Premier Division – 18 klubů Suffolk & Ipswich League Senior Division – 17 klubů Surrey Premier County Football League – 15 klubů Thames Valley Premier League Premier Division – 14 klubů Wearside League Premier Division – 18 klubů West Cheshire League Division One – 16 klubů West Lancashire League Premier Division – 17 klubů West Midlands (Regional) League Division One – 16 klubů West Yorkshire League Premier Division – 16 klubů Wiltshire Senior League Premier Division – 18 klubů York League Premier Division – 14 klubů Yorkshire Amateur League Supreme Division – 15 klubů | Northamptonshire Combination League Premier Division – 17 klubů Northern Alliance Premier Division – 16 klubů North Riding League Premier Division – 15 klubů Nottinghamshire Senior League Senior Division – 20 klubů Oxfordshire Senior League Premier Division – 14 klubů Peterborough & District League Premier Division – 17 klubů Sheffield & Hallamshire County Senior League Premier Division – 15 klubů Shropshire County Football League Premier Division – 17 klubů Somerset County League Premier Division – 16 klubů Southern Combination League Division Two – 13 klubů Spartan South Midlands League Division Two – 18 klubů St Piran League Premier Division East – 14 klubů St Piran League Premier Division West – 15 klubů Staffordshire County Senior League Premier Division – 18 klubů Suffolk & Ipswich League Senior Division – 17 klubů Surrey Premier County Football League – 15 klubů Thames Valley Premier League Premier Division – 14 klubů Wearside League Premier Division – 18 klubů West Cheshire League Division One – 16 klubů West Lancashire League Premier Division – 17 klubů West Midlands (Regional) League Division One – 16 klubů West Yorkshire League Premier Division – 16 klubů Wiltshire Senior League Premier Division – 18 klubů York League Premier Division – 14 klubů Yorkshire Amateur League Supreme Division – 15 klubů | Northamptonshire Combination League Premier Division – 17 klubů Northern Alliance Premier Division – 16 klubů North Riding League Premier Division – 15 klubů Nottinghamshire Senior League Senior Division – 20 klubů Oxfordshire Senior League Premier Division – 14 klubů Peterborough & District League Premier Division – 17 klubů Sheffield & Hallamshire County Senior League Premier Division – 15 klubů Shropshire County Football League Premier Division – 17 klubů Somerset County League Premier Division – 16 klubů Southern Combination League Division Two – 13 klubů Spartan South Midlands League Division Two – 18 klubů St Piran League Premier Division East – 14 klubů St Piran League Premier Division West – 15 klubů Staffordshire County Senior League Premier Division – 18 klubů Suffolk & Ipswich League Senior Division – 17 klubů Surrey Premier County Football League – 15 klubů Thames Valley Premier League Premier Division – 14 klubů Wearside League Premier Division – 18 klubů West Cheshire League Division One – 16 klubů West Lancashire League Premier Division – 17 klubů West Midlands (Regional) League Division One – 16 klubů West Yorkshire League Premier Division – 16 klubů Wiltshire Senior League Premier Division – 18 klubů York League Premier Division – 14 klubů Yorkshire Amateur League Supreme Division – 15 klubů | Northamptonshire Combination League Premier Division – 17 klubů Northern Alliance Premier Division – 16 klubů North Riding League Premier Division – 15 klubů Nottinghamshire Senior League Senior Division – 20 klubů Oxfordshire Senior League Premier Division – 14 klubů Peterborough & District League Premier Division – 17 klubů Sheffield & Hallamshire County Senior League Premier Division – 15 klubů Shropshire County Football League Premier Division – 17 klubů Somerset County League Premier Division – 16 klubů Southern Combination League Division Two – 13 klubů Spartan South Midlands League Division Two – 18 klubů St Piran League Premier Division East – 14 klubů St Piran League Premier Division West – 15 klubů Staffordshire County Senior League Premier Division – 18 klubů Suffolk & Ipswich League Senior Division – 17 klubů Surrey Premier County Football League – 15 klubů Thames Valley Premier League Premier Division – 14 klubů Wearside League Premier Division – 18 klubů West Cheshire League Division One – 16 klubů West Lancashire League Premier Division – 17 klubů West Midlands (Regional) League Division One – 16 klubů West Yorkshire League Premier Division – 16 klubů Wiltshire Senior League Premier Division – 18 klubů York League Premier Division – 14 klubů Yorkshire Amateur League Supreme Division – 15 klubů |

Sytém od dvanáctých do dvacátých lig:
| 12 | 868 | Anglian Combination Division One – 16 klubů Aylesbury and District League Premier Division – 9 klubů Bedfordshire County League Division One – 14 klubů Bristol Premier Combination Premier Division – 14 klubů Bristol & Suburban League Premier Division – 12 klubů Cambridgeshire County League Senior A Division – 14 klubů Central Midlands Alliance Division One North – 9 klubů Central Midlands Alliance Division One East – 12 klubů Central Midlands Alliance Division One South – 12 klubů Central Midlands Alliance Division One West – 10 klubů Cheshire League Division One – 16 klubů Combined Counties League Division Two - 10 klubů Devon & Exeter League Premier Division – 16 klubů Dorset League Senior Division – 14 klubů East Berkshire Football League Premier – 13 klubů East Riding County League Premier Division – 13 klubů East Sussex League Premier Division – 10 klubů Essex Alliance League Premier Division East – 12 klubů Essex Alliance League Premier Division West – 10 klubů Essex & Suffolk Border League Division One – 16 klubů Essex Olympian League Senior Division One – 13 klubů Gloucestershire Northern Senior League Division One – 16 klubů Hampshire Premier League Division One – 11 klubů Hellenic League Division Two Central – 12 klubů Hellenic League Division Two East – 10 klubů Hellenic League Division Two West – 11 klubů Herefordshire Football League Division One – 12 klubů Hertfordshire Senior County League Division One – 16 klubů Isle of Wight Saturday League Division Two – 9 klubů Kent County League Division One Central & East – 11 klubů Kent County League Division One West – 12 klubů Leicestershire Senior League Division One – 16 klubů Liverpool County Premier League Division One – 14 klubů Manchester League Division One – 13 klubů Mid-Sussex League Championship – 12 klubů Middlesex County League Division One Central & East – 10 klubů Middlesex County League Division One South West – 11 klubů Middlesex County League Division One North West – 10 klubů | Midland League Division Three – 16 klubů North Berks League Division One – 11 klubů North Bucks & District League Premier Division – 13 klubů North Devon League Premier Division – 16 klubů North Riding League Division One – 10 klubů Northamptonshire Combination League Division One – 14 klubů Northern Alliance Division One – 16 klubů Nottinghamshire Senior League Division One – 15 klubů Oxfordshire Senior League Division One – 11 klubů Peterborough & District League Division One – 16 klubů Plymouth & West Devon League Premier Division – 12 klubů Sheffield & Hallamshire County Senior League Division One – 14 klubů Shropshire County Football League Division One – 8 klubů Somerset County League Division One – 14 klubů South Devon Football League Premier Division – 11 klubů St Piran League Division One East – 15 klubů St Piran League Division One West – 15 klubů Staffordshire County Senior League Division One – 16 klubů Suffolk & Ipswich League Division One – 14 klubů Surrey County Intermediate League – Western Premier Division – 14 klubů Surrey South Eastern Combination Intermediate Division One – 12 klubů Swindon & District League Premier Division – 9 klubů Thames Valley Premier League Division One – 10 klubů Trowbridge & District League Division One – 12 klubů Wearside League Division One – 14 klubů West Cheshire League Division Two – 16 klubů West Lancashire League Division One – 14 klubů West Midlands (Regional) League Division Two – 10 klubů West Sussex League Premier Division – 11 klubů West Yorkshire League Division One – 16 klubů Wiltshire Senior League Division One – 7 klubů York League Division One – 9 klubů Yorkshire Amateur League Premier Division – 12 klubů |
| 13 | 793 | Aldershot & District League Division One – 9 klubů Anglian Combination Division Two – 15 klubů Aylesbury and District League Division One – 11 klubů Banbury District and Lord Jersey FA Premier Division – 11 klubů Basingstoke and District League Division One – 9 klubů Beckett Football League Division One – 9 klubů Bedfordshire County League Division Two North – 13 klubů Bedfordshire County League Division Two South – 14 klubů Bristol Premier Combination Premier Division One – 14 klubů Bristol and Suburban League Premier Division Two – 11 klubů Cambridgeshire County League Senior B Division – 14 klubů Central Midlands Alliance Division Two – 13 klubů Cheshire League League Two – 12 klubů Coventry Alliance Football League Premier Division – 8 klubů Craven and District League Premier Division – 9 klubů Devon and Exeter League Division One – 13 klubů Dorset League Division One – 14 klubů East Berkshire Football League Division One – 14 klubů East Riding County League Championship – 12 klubů East Sussex League Division One – 7 klubů Essex Alliance League Division One – 13 klubů Essex & Suffolk Border League Division Two – 15 klubů Essex Olympian League Senior Division Two – 12 klubů Gloucestershire Northern Senior League Division Two – 16 klubů Guildford and Woking Alliance League Premier Division – 9 klubů Herefordshire Football League Division Two – 12 klubů Hertfordshire Senior County League Division Two – 12 klubů Kent County League Division Two Central & East – 11 klubů Kent County League Division Two West – 12 klubů Leicestershire Senior League Division Two – 8 klubů Liverpool County Premier League Division Two – 11 klubů Manchester League Division Two – 15 klubů Middlesex County League Division Two – 12 klubů Mid-Sussex League Division One – 11 klubů North Berks League Division Two – 11 klubů North Bucks and District League Intermediate Division – 13 klubů                                                                                                | North Devon League Senior Division – 16 klubů Northamptonshire Combination League Division Two – 14 klubů Northern Alliance Division Two – 15 klubů Nottinghamshire Senior League Division Two – 16 klubů Oxfordshire Senior League Division Two – 12 klubů Peterborough and District League Division Two – 15 klubů Plymouth and West Devon League Division One – 11 klubů Sheffield & Hallamshire County Senior League Division Two – 12 klubů Somerset County League Division Two – 14 klubů South Devon Football League Division One – 10 klubů Southampton Saturday League Premier Division – 10 klubů St Piran League Division Two East – 14 klubů St Piran League Division Two West – 13 klubů Staffordshire County Senior League Division Two North – 12 klubů Staffordshire County Senior League Division Two South – 11 klubů Suffolk and Ipswich League Division Two – 14 klubů Surrey South Eastern Combination Intermediate Division Two – 13 klubů Swindon & District League Division One – 10 klubů Thames Valley Premier League Division Two – 10 klubů Trowbridge & District League Division Two – 11 klubů Wearside League Division Two - 11 klubů West Cheshire League Division Three – 16 klubů West Lancashire League Division Two – 12 klubů West Sussex League Division One – 11 klubů West Yorkshire League Division Two – 16 klubů Witney and District League Premier Division – 11 klubů York League Division Two – 11 klubů Yorkshire Amateur League Championship Division – 12 klubů |
| 14 | 874 | Aldershot & District League Division Two – 6 klubů Anglian Combination Division Three – 18 klubů Aylesbury and District League Division Two – 10 klubů Banbury District and Lord Jersey FA Division One – 11 klubů Beckett Football League Division Two – 10 klubů Bedfordshire County League Division Three – 16 klubů Brighton, Worthing & District League Division One – 11 klubů Bristol and District League Senior Division – 14 klubů Bristol and Suburban Association League Division One – 14 klubů Cambridgeshire County League Division One A – 13 klubů Cambridgeshire County League Division One B – 14 klubů Cheltenham League Premier Division – 12 klubů Chester and Wirral League Premier Division – 9 klubů Coventry Alliance Division One – 11 klubů Craven and District League Division One – 9 klubů Crewe and District League Premier Division – 7 klubů Devon and Exeter League Division Two – 14 klubů Doncaster Saturday League Premier Division – 8 klubů Dorset League Division Two – 12 klubů East Riding County League Division One – 12 klubů East Sussex League Division Two – 10 klubů Essex Alliance League Division Two – 12 klubů Essex & Suffolk Border League Division Three – 11 klubů Essex Olympian League Senior Division Three – 13 klubů Furness Premier League Premier Division – 14 klubů Guildford and Woking Alliance League Division One – 8 klubů Halifax and District League Premier Division – 11 klubů Harrogate and District League Premier Division – 12 klubů Hertfordshire Senior County League Division Three – 13 klubů Hope Valley Amateur League Premier Division – 14 klubů Huddersfield and District Association League Premier Division – 11 klubů Kent County League Division Three Central & East – 12 klubů Kent County League Division Three West – 14 klubů | Kingston and District League Premier Division – 11 klubů Lancashire Amateur League Premier Division – 12 klubů Lancashire and Cheshire Amateur League Premier Division – 10 klubů Leicestershire County League Premier Division – 13 klubů Liverpool Football League Premier Division – 10 klubů Mid-Sussex Football League Division Two North – 9 klubů Mid-Sussex Football League Division Two South – 10 klubů North Berks League Division Three – 11 klubů North Bucks and District League Division One – 13 klubů North Devon League Intermediate Division One – 14 klubů North Gloucestershire League Premier Division – 14 klubů Northamptonshire Combination League Division Three – 14 klubů Northern Alliance Third Division – 16 klubů Nottinghamshire Senior League Division Three – 13 klubů Oxfordshire Senior League Division Three – 11 klubů Peterborough and District League Division Three – 15 klubů Somerset County League Division Three – 14 klubů South Devon Football League Division Two – 10 klubů Southampton Saturday League Senior Division One – 10 klubů St Piran League Division Three East – 14 klubů St Piran League Division Three West – 13 klubů Stroud and District League Division One – 14 klubů Suffolk and Ipswich League Division Three – 13 klubů Thames Valley Premier League Division Three – 11 klubů Wakefield and District League Premier Division – 11 klubů Wensleydale Football League Division One - 9 klubů West Sussex League Division Two North – 12 klubů West Sussex League Division Two South – 11 klubů Wimbledon & District League Premier Division – 10 klubů Witney and District League Division One – 12 klubů York League Division Three – 11 klubů Yorkshire Amateur League Division One – 11 klubů |
| 15 | 739 | Aldershot & District League Seedling Group - 10 klubů Anglian Combination Division Four – 15 klubů Ashford & District League Premier Division – 7 klubů Banbury District and Lord Jersey FA Division Two – 11 klubů Bedfordshire County League Division Four – 17 klubů Bristol and District League Division One – 13 klubů Bristol and Suburban Association Football League Division Two – 14 klubů Bromley & South London District League Premier Division - 10 klubů Cambridgeshire Football Association County League Division Two A – 14 klubů Cambridgeshire Football Association County League Division Two B – 14 klubů Canterbury & District League Premier Division – 7 klubů Cheltenham League Division One – 12 klubů Chester and Wirral League Championship – 9 klubů Coventry Alliance Division Two – 10 klubů Craven and District League Division Two – 9 klubů Cumberland County League Premier Division – 8 klubů Devon and Exeter Football League Division Three – 14 klubů Doncaster Saturday League Division One – 7 klubů Dorset Football League Division Three – 12 klubů East Riding County League Division Two – 10 klubů East Sussex Football League Division Three – 11 klubů Essex Alliance League Division Three – 13 clubs Essex Olympian League Senior Division Four – 14 klubů Essex & Suffolk Border League Division Four – 12 klubů Furness Premier League Division One – 10 koubů Guildford and Woking Alliance League Division Two – 9 klubů Halifax and District League Division One – 13 klubů Harrogate and District League Division One – 13 klubů Hertfordshire Senior County League Division Four – 11 klubů Hope Valley Amateur League A Division – 17 klubů Huddersfield and District Association Football League Division One – 12 klubů Kingston and District Football League Division One – 10 klubů | Lancashire Amateur League Division One – 14 klubů Lancashire and Cheshire Amateur League Division One – 8 klubů Leicestershire County League Championship Division – 12 klubů Liverpool Football League Championship – 10 klubů Mid-Lancashire Football League Premier Division – 10 klubů Mid-Sussex Football League Division Three North – 10 klubů Mid-Sussex Football League Division Three South – 10 klubů Mid-Somerset Football League Premier Division – 9 klubů North Devon League Intermediate Division Two – 12 klubů North East Combination League Premier Division – 9 klubů North Gloucestershire League Division One – 12 klubů Perry Street and District League Premier Division – 10 klubů Peterborough and District Football League Division Four – 15 klubů Rochester and District League Premier Division – 11 klubů Sevenoaks and District Football League Premier Division – 11 klubů South Devon Football League Division Three – 9 klubů St Piran League Division Four East – 11 klubů St Piran League Division Four West – 13 klubů Stroud and District League Division Two – 13 klubů Suffolk and Ipswich League Division Four – 13 klubů Taunton & District Saturday League Premier Division – 10 klubů Thames Valley Premier Football League Division Four – 12 klubů Wakefield and District League Division One – 11 klubů West Sussex League Division Three Central – 10 klubů West Sussex League Division Three North – 10 klubů West Sussex League Division Three South – 9 klubů Westmorland Association Football League Division One – 12 klubů Weston-super-Mare and District Football League Division One – 11 klubů Wimbledon & District Football League Division One – 10 klubů Witney and District League Division Two – 13 klubů Yeovil and District League Premier Division – 9 klubů Yorkshire Amateur League Division Two – 12 klubů |
| 16 | 642 | Anglian Combination Division Five North – 15 klubů Anglian Combination Division Five South – 16 klubů Ashford & District League Division One – 8 klubů Bristol and District League Division Two – 15 klubů Bristol and Suburban Association Football League Division Three – 13 klubů Bromley & South London District League Division One - 11 klubů Cambridgeshire Football Association County League Division Three A – 14 klubů Cambridgeshire Football Association County League Division Three B – 14 klubů Canterbury & District League Division One – 7 klubů Cheltenham League Division Two – 12 klubů Coventry Alliance Division Three – 12 klubů Craven and District League Division Three – 9 klubů Cumberland County League Division One – 9 klubů Devon and Exeter Football League Division Four – 13 klubů Dorset Football League Division Four – 11 klubů East Riding County League Division Three – 14 klubů East Sussex Football League Division Four – 11 klubů Essex & Suffolk Border League Division Five – 11 klubů Furness Premier League Division Two – 11 klubů Guildford and Woking Alliance League Division Three – 9 klubů Hertfordshire Senior County League Division Five – 13 klubů Huddersfield and District Association Football League Division Two – 11 klubů | Lancashire Amateur League Division Two – 14 klubů Lancashire and Cheshire Amateur League Division Two – 11 klubů Leicestershire County League Division One – 12 klubů Liverpool Football League Division One – 10 klubů Mid-Essex League Premier Division – 10 klubů Mid-Lancashire Football League Division One – 12 klubů Mid-Sussex Football League Division Four North – 10 klubů Mid-Sussex Football League Division Four South – 11 klubů Mid-Somerset Football League Division One – 8 klubů North East Combination League Division One – 6 klubů North Gloucestershire League Division Two – 12 klubů Perry Street and District League Division One – 12 klubů Rochester and District League Division One – 13 klubů Sevenoaks and District Football League Division One – 11 klubů South Devon Football League Division Four – 10 klubů Southend Borough & District Combination Premier Division – 7 klubů Stroud and District League Division Three – 13 klubů Suffolk and Ipswich League Division Five – 12 klubů Taunton & District Saturday League Division One – 12 klubů Wakefield and District League Division Two – 11 klubů Westmorland Association Football League Division Two – 11 klubů Weston-super-Mare and District Football League Division Two – 9 klubů Wimbledon & District Football League Division Two – 10 klubů Witney and District League Division Three – 13 klubů Yeovil and District League Division One – 11 klubů Yorkshire Amateur League Division Three – 11 klubů |
| 17 | 402 | Bristol and District League Division Three – 14 klubů Bristol and Suburban Association Football League Division Four – 12 klubů Bromley & South London District League Division Two - 10 klubů Cambridgeshire Football Association County League Division Four A – 12 klubů Cambridgeshire Football Association County League Division Four B – 14 klubů Central and South Norfolk League Division One – 12 klubů Dorset Football League Division Five – 11 klubů Devon and Exeter Football League Division Five – 13 klubů East Riding County League Division Four – 12 klubů Guildford and Woking Alliance League Youth to Adult Transition Division – 8 klubů Huddersfield and District Association Football League Division Three – 11 klubů Lancashire Amateur League Division Three – 14 klubů Lancashire and Cheshire Amateur League Division Three – 10 klubů Leicestershire County League Division Two – 12 klubů Liverpool Football League Division Two – 10 klubů | Mid-Essex League Division One – 11 klubů Mid-Lancashire Football League Division Two – 11 klubů Mid-Sussex Football League Division Five North – 10 klubů Mid-Sussex Football League Division Five South – 10 klubů Mid-Somerset Football League Division Two – 8 klubů North East Combination League Division Two – 8 klubů North East Norfolk League Division One – 9 klubů North Gloucestershire League Division Three – 12 klubů North West Norfolk League Division One – 10 klubů Perry Street and District League Division Two – 14 klubů Rochester and District League Division Two – 11 klubů Sevenoaks and District Football League Division Two – 12 klubů Southend Borough Combination Division One – 11 klubů Stroud and District League Division Four North – 10 klubů Stroud and District League Division Four South – 10 klubů Suffolk and Ipswich League Division Six – 13 klubů Taunton & District Saturday League Division Two – 13 klubů Westmorland Association Football League Division Three – 11 klubů Weston-super-Mare and District Football League Division Three – 10 klubů Wimbledon & District Football League Division Three – 10 klubů Yeovil and District League Division Two – 11 klubů Yorkshire Amateur League Division Four – 12 klubů |
| 18 | 203 | Bristol and District League Division Four – 13 klubů Central and South Norfolk League Division Two – 12 klubů Devon and Exeter Football League Division Six – 14 klubů Huddersfield and District Association Football League Division Four – 10 klubů Lancashire Amateur League Division Four – 12 klubů Lancashire and Cheshire Amateur League Division A – 13 klub7 Leicestershire County League Division Three – 13 klubů Lowestoft & District League Division One – 13 klubů Mid-Essex League Division Two – 10 klubů Mid-Sussex League Division Six – 9 klubů | North East Norfolk League Division Two – 7 klubů North West Norfolk League Division Two – 12 klubů Sevenoaks and District Football League Division Three – 12 klubů Stroud and District League Division Five North – 10 klubů Stroud and District League Division Five South – 10 klubů Westmorland Association Football League Division Four – 11 klubů Weston-super-Mare and District Football League Division Four – 12 klubů Yorkshire Amateur League Division Five – 12 clubs |
| 19 | 90  | Bristol and District League Division Five – 10 klubů Central and South Norfolk League Division Three – 11 klubů Devon and Exeter Football League Division Seven – 13 klubů Huddersfield and District Association Football League Division Five – 12 klubů | Lancashire and Cheshire Amateur League Division B – 13 klubů Lowestoft & District League Division Two – 9 klubů Mid-Essex League Division Three – 10 klubů North West Norfolk League Division Three – 9 klubů Stroud and District League Division Six – 10 klubů |
| 20 | 36  | Central and South Norfolk League Division Four – 13 klubů Devon and Exeter Football League Division Eight – 12 klubů Lancashire and Cheshire Amateur League Division C – 11 klubů | Lowestoft & District League Division Three – 10 klubů Mid-Essex League Division Four – 11 klubů |